# Vệ Quán
Vệ Quán (giản thể: 卫瓘; phồn thể: 衛瓘; bính âm: Wèi Guàn; 220-291) là đại thần nhà Tào Ngụy và nhà Tấn trong lịch sử Trung Quốc. Ông đã sống qua 2 thời kỳ Tam Quốc và Tây Tấn.

## Thời trẻ
Vệ Quán có tên tự là Bá Ngọc (伯玉), người huyện An Ấp quận Hà Đông, Tinh châu. Ông ra đời trong gia đình quan lại, cha là Vệ Ký giữ chức thượng thư nhà Tào Ngụy.
Năm ông lên 10 tuổi thì cha qua đời. Do có tiếng là người có đạo đức, hiếu thảo và thông minh nên được kế tập cha giữ chức Văn hương hầu (閺乡侯).

## Đại thần nhà Ngụy

### Trọng thần họ Tư Mã
Năm 239, Vệ Quán 20 tuổi bắt đầu bước vào quan trường, được phong làm Thượng thư lang, sau lên Thông sự lang, rồi Trung sự lang. Sau 10 năm, ông được thăng làm Tán kị thường thị.
Họ Tư Mã trở thành quyền thần thao túng nhà Ngụy. Vệ Quán hành sự thận trọng, nghiêm túc, được mọi người trong triều kính trọng.
Năm 260, Ngụy Nguyên đế Tào Hoán lên ngôi, Vệ Quán được thăng làm Thị trung, rồi chuyển sang làm Đình úy khanh. Ông được quyền thần Tư Mã Chiêu tin cậy và trọng dụng.

### Dẹp loạn Chung Đặng
Năm 262, Tư Mã Chiêu sai Đặng Ngải và Chung Hội cầm quân đi đánh Thục Hán. Vệ Quán được phong làm Giám quân hành trấn tây tướng ty, theo Chung Hội. Cuối năm 263, quân Ngụy đánh bại quân Thục, vua Thục Hán là Lưu Thiện đầu hàng.
Đặng Ngải có công vào Thành Đô nhận hàng Lưu Thiện, nên muốn lưu quân ở lại để sang đánh Đông Ngô. Tư Mã Chiêu sai Vệ Quán lệnh cho Đặng Ngải phải đợi đề nghị được phê chuẩn mới được làm, nhưng Ngải tỏ ý muốn tự mình hành động không cần tuân lệnh triều đình.
Cùng lúc, Chung Hội cũng ghen công với Đặng Ngải, viết thư vu cáo Đặng Ngải muốn làm phản. Tư Mã Chiêu tin Đặng Ngải có ý phản, bèn sai Vệ Quán mang quân vào Thục, tới Thành Đô bắt cha con Đặng Ngải. Vệ Quán theo lệnh mang xe tù đến bắt giữ cha con họ Đặng. Trong khi cha con Đặng Ngải bị áp giải về Lạc Dương thì Chung Hội kéo quân vào Thành Đô, một mình nắm giữ binh mã trong nước Thục.
Có thêm sự kích động của hàng tướng Thục Hán là Khương Duy, Chung Hội quyết tâm phản lại Tư Mã Chiêu và ép Vệ Quán phải theo mình. Vệ Quán giả cách nghe theo.
Sợ các tướng Ngụy không phục, Chung Hội nghe theo Khương Duy, định giết các tướng. Do Khâu Kiến đưa tin ra ngoài, các tướng sĩ Tào Ngụy biết ý đồ của Chung Hội. Vệ Quán cùng Hồ Uyên cầm đầu quân sĩ chống lại Chung Hội. Do các tướng sĩ đánh trận lâu ngày đều muốn về nhà, nên đồng lòng chống lại Chung Hội. Trưa ngày 18 tháng 1 năm 264, Vệ Quán, Hồ Uyên dẫn binh sĩ các trại cùng xông vào thành. Chung Hội và Khương Duy đều bị giết.
Các tướng sĩ dưới quyền Đặng Ngải thấy Chung Hội và Khương Duy chết vội đuổi theo xe tù chở cha con Đặng Ngải, đánh cướp lấy và cứu Đặng Ngải, Đặng Trung ra. Vệ Quán ở Thành Đô sợ Đặng Ngải thù mình việc bắt giữ, bèn sai Điền Tục mang quân đánh giết họ Đặng. Điền Tục đánh bại quân bản bộ của Đặng Ngải và giết chết cha con họ Đặng ở phía tây Miên Trúc.
Do lập công dẹp loạn ở Thục, Vệ Quán được triều đình rất ca ngợi và định trọng thưởng, nhưng ông không nhận, quy công cho các tướng sĩ. Cuối cùng triều đình phong ông làm Đô đốc Quan Trung, Trấn tây tướng quân; sau đó thăng làm Trấn đông tướng quân, Miên Dương hầu.

## Đại thần thời Tây Tấn
Năm 265, con Tư Mã Chiêu là Tư Mã Viêm giành ngôi nhà Ngụy, lập ra nhà Tấn. Vệ Quán trở thành công thần khai quốc nhà Tấn. Ông được thăng lên tước công, làm Thứ sử Thanh châu, sau đó kiêm thêm chức Chinh đông Đại tướng quân, Thanh châu mục.
Ở các địa vị khác nhau, Vệ Quán luôn giữ sự khiêm tốn và phép tắc, được mọi người vì nể. Sau đó ông lại được phong làm Chinh bắc tướng quân, Thứ sử U châu, Ô Hoàn hiệu úy, kiêm Đô đốc Tinh châu. Khi đó vùng biên cương phía đông bắc nhà Tấn rộng, nhiều tộc thiểu số sống xen kẽ, rất phức tạp, thường xâm nhập biên giới nhà Tấn cướp bóc gia súc. Vệ Quán sau khi nhận chức đã tìm hiểu tình hình, khéo léo dùng kế ly gián khiến các bộ tộc Vu Hoàn, Lực Vi nghi kỵ lẫn nhau, do đó sức mạnh của họ yếu đi. Chính sách chia để trị của Vệ Quán khiến biên giới đông bắc nhà Tấn được ổn định.
Năm 275, Vệ Quán được triệu về triều làm Thượng thư lệnh. Năm 280, ông được gia phong làm Tư không, Thị trung, Thái tử Thiếu phó. Dù ở ngôi cao, Vệ Quán vẫn là vị quan thanh liêm.
Nhà Tấn thực hiện chế độ quan lại theo phép từ thời Hán Vũ Đế và nhà Tào Ngụy vẫn duy trì là "cửu phẩm trung chính", tức là không dựa vào tài năng mà chỉ dựa vào sự tiến những người thân thuộc của các môn đệ thế tộc. Vệ Quán muốn thay đổi chế độ dùng người này, ông dâng sớ lên Tấn Vũ Đế, nêu rõ lý do nhà Tào Ngụy dùng chế độ cửu phẩm trung chính vì hoàn cảnh loạn lạc, nhân sĩ lưu tán, địa phương không khảo sát được kỹ càng; đến thời bình nên bỏ chế độ cũ chuyển sang chế độ xét chọn từ làng xã để có người tài phục vụ đất nước. Tấn Vũ Đế thấy bản tấu của ông có lý, nhưng vì vẫn phải dựa vào các thế tộc cũ của nhà Ngụy giúp mình, nên không áp dụng kiến nghị của ông.

### Mâu thuẫn trong cung đình
Tấn Vũ Đế kén vợ cho thái tử Tư Mã Trung, muốn chọn con gái Vệ Quán cho thái tử. Dương hoàng hậu khuyên nên lấy con gái đại thần khác là Giả Sung làm con dâu. Vũ Đế không đồng tình vì cho rằng con gái Vệ Quán xinh đẹp, trắng trẻo, giỏi giang, đông con; trong khi nhà họ Giả xấu xí, lùn đen, hay ganh ghét. Do Dương hoàng hậu nài nỉ nhiều lần, cuối cùng Tấn Vũ Đế đồng ý, cho Tư Mã Trung lấy con gái Giả Sung là Giả Nam Phong.
Thái tử Trung vốn là người đần độn, Vệ Quán lo lắng cho cơ nghiệp nhà Tấn sau này, nên định đề nghị vua thay thái tử, nhưng không tiện nói thẳng. Vì vậy ông vờ say rượu, vỗ lên ngai vàng của Vũ Đế nói rằng chỗ đó thật đáng tiếc. Tấn Vũ Đế tuy hiểu dụng ý can ngăn của ông, nhưng lờ đi như không biết. Thái tử phi là Giả Nam Phong biết chuyện, rất hận thù ông.
Ngoại thích Dương Tuấn (cha của Dương hoàng hậu) cậy quyền lũng đoạn triều chính. Vệ Quán không bằng lòng, thường hay can thẳng. Dương Tuấn căm ghét ông, bèn câu kết với các hoạn quan, gièm pha vu cáo ông. Vệ Quán buộc phải dâng thư xin từ chức. Tấn Vũ Đế tin các hoạn quan nên đồng ý cho ông giải quan.

### Tai họa
Năm 290, Tấn Vũ Đế mất, Tư Mã Trung lên nối ngôi, tức là Tấn Huệ Đế. Do vua mới đần độn nên ngoại thích Dương Tuấn muốn tiếp tục thao túng chính trường. Hoàng hậu Giả Nam Phong cũng không chịu kém, bèn liên kết với Sở vương Tư Mã Vĩ (con thứ năm của Vũ Đế), Đông An công Tư Mã Do và Nhữ Nam vương Tư Mã Lượng (con thứ của Tư Mã Ý) vu cáo Dương Tuấn làm phản và ép Huệ Đế hạ chiếu giết chết cả nhà họ Dương.
Họ Dương bị diệt, các chức vụ trong triều đình lại bỏ trống. Vệ Quán được gọi trở lại làm Lục thượng thư sự, cùng Tư Mã Do giúp việc cho Tư Mã Lượng. Tư Mã Lượng và Tư Mã Do cầm quyền trong triều, nhưng hai người sinh mâu thuẫn. Lượng sai người dèm pha Do với Giả hậu, Giả hậu bèn cách chức Do. Lượng tiến cử Sở vương Tư Mã Vĩ cùng Vệ Quán thay chức của Do.
Tư Mã Lượng không muốn để các phiên vương trong triều sẽ gây loạn, đề nghị đưa họ trở về đất được phong. Các triều thần không ai dám lên tiếng, riêng Vệ Quán tán thành, vì sự bình yên của triều đình. Sở vương Tư Mã Vĩ không bằng lòng với chủ trương này, nên rất căm thù Vệ Quán.
Năm 291, Tư Mã Lượng bàn mưu với Vệ Quán trừ Tư Mã Vĩ, nhưng việc bại lộ. Tư Mã Vĩ bèn nói vu với Giả hậu rằng Vệ Quán và Tư Mã Lượng mưu phế Giả hậu. Giả hậu tức giận bèn ép Huệ Đế giáng chiếu cách chức Vệ Quán. Sau đó Giả hậu sai Thanh Hà vương Tư Mã Di mang cấm quân vây bắt cả nhà Vệ Quán và Tư Mã Lượng.
Một thủ hạ cũ của Vệ Quán là Vinh Hối vốn phạm tội bị ông đuổi khỏi phủ, sang phục vụ cho Tư Mã Di, lúc đó cầm đầu cấm quân xông vào phủ. Người nhà Vệ Quán nghi ngờ là chiếu chỉ giả, nên có ý định chống cự, nhưng ông không nghe theo. Vinh Hối giết chết ông cùng con cháu tất cả chín người. Sau đó Vinh Hối vơ vét của cải trong nhà họ Vệ. Chỉ có hai người cháu nội của Vệ Quán là Vệ Tháo, Vệ Giới không có nhà khi đó nên thoát nạn.
Tư Mã Lượng và Vệ Quán bị giết, nhiều người trong triều đều cho là oan. Sau Giả hậu lại thấy Tư Mã Vĩ chuyên quyền nên ghét Vĩ, bèn nghe theo Trương Hoa, gán tội cho Vĩ làm giả chiếu chỉ để giết đại thần, sai tướng Vương Cung phục binh bắt giết Vĩ tại triều, rồi giết cả Vinh Hối. Tuy bề ngoài là sửa án oan cho Vệ Quán nhưng thực chất Giả hậu giết Vĩ để nắm trọn quyền hành trong triều.
Vệ Quán thọ 72 tuổi, làm quan cho nhà Ngụy và nhà Tấn tất cả 50 năm.

## Nhà thư pháp
Vệ Quán không chỉ nhà là chính trị, nhà quân sự mà còn là nhà thư pháp nổi tiếng thời Tây Tấn. Ông có lối viết chữ thảo rất độc đáo, kết hợp được với thư pháp "thánh thảo" của nhà thư pháp Trương Chi thời Đông Hán với lối viết của cha mình thành một thể riêng. Tài năng của ông được người đương thời đánh giá sánh ngang với Sách Tĩnh – người đứng đầu Ngũ long Đôn Hoàng.
Thư pháp của Vệ Quán rất có ảnh hưởng trong lịch sử thư pháp, tuy nhiên các tác phẩm của ông đã bị thất lạc gần hết.

## Gia đình
- Cao tổ phụ: Vệ Cảo (卫暠), học giả thời Đông Hán.
- Phụ thân: Vệ Ký (卫觊), giữ chức Thượng thư thời Tào Ngụy, phong Văn Hương hầu (阌乡侯), thụy hào "Kính".
- Đệ đệ: Vệ Thực (卫寔), nhờ công lao của Vệ Quán được phong Khai Dương Đình hầu (开阳亭侯), sau nhậm chức Tán kỵ Thường thị, phong Văn Hương Dương hầu (阌阳乡侯).
  - Vệ Tú (卫琇), gả cho Phiêu kỵ Đại tướng quân Vương Tuấn (王浚).
- Phu nhân: 
  - Đổng thị (董氏)
  - Nhậm thị (任氏)
- Con cháu:
  - Vệ Mật (卫密), phong Đình hầu (亭侯).
  - Vệ Hằng (卫恒), giữ chức Hoàng môn lang, truy tặng Trường Thủy Giáo úy, Lan Lăng Trinh Thế tử (兰陵贞世子).
    - Vệ Tảo (卫璪), phong Giang Hoài quận công (江夏郡公), giữ chức Tán kỵ Thị lang.
      - Vệ Sùng (卫崇), thừa tước Giang Hoài quận công (江夏郡公).

    - Vệ Giới (卫玠), thanh đàm gia, huyền học gia.

  - Vệ Tuyên (卫宣), lấy Phồn Xương Công chúa (繁昌公主), con gái Tấn Vũ Đế.
  - Vệ Nhạc (卫岳).
  - Vệ Duệ (卫裔).

## Trong Tam Quốc diễn nghĩa
Vệ Quán trong tiểu thuyết Tam Quốc diễn nghĩa của La Quán Trung được đề cập trong những hồi cuối cùng. Ông là nhân vật đứng giữa sự tranh chấp của hai tướng Chung Hội – Đặng Ngải.
Chung Hội biết Vệ Quán thế yếu, không có nhiều quân sĩ trong tay, sai ông đi bắt Đặng Ngải, định mượn tay Đặng Ngải giết ông để có cớ đánh Đặng Ngải. Tuy nhiên dù không có binh lực mạnh, Vệ Quán khéo léo dùng lệnh của triều đình, tuyên bố chỉ bắt cha con Đặng Ngải, còn tha hết các thủ hạ không can hệ. Do đó ông trói được cha con họ Đặng giải về Lạc Dương.
Khi Chung Hội định phản Tư Mã Chiêu, Vệ Quán đóng vai trò chỉ huy các binh sĩ nước Ngụy tấn công vào cung, giết chết Chung Hội.